# 姚仕顯
姚仕顯（1512年—1555年），字原學，别號道岡，福建福州府閩縣人，民籍，明朝政治人物。

## 生平
嘉靖二十二年（1543年）癸卯科福建鄉試第七十一名舉人。嘉靖二十六年（1547年）中式丁未科會試第二百十四名，登第三甲第八名進士。授行人司行人，历升司副、司正，丁父忧归家。嘉靖三十四年卒，年四十四。

## 家族
曾祖姚琇，南昌府知事；祖父姚惟滔，肇庆府倉大使；父姚世桴，经商河南；母陳氏。